# Arrows (hudební skupina)
Arrows je anglická rocková skupina, založená v roce 1974. Měli několik hitů, jako "Touch Too Much", "My Last Night With You" a "I Love Rock 'N Roll", který později proslavila Joan Jett.

## Diskografie

### Studiové album
- First Hit – LP – (1976)